# Haploidoceros
Haploidoceros és un gènere de cèrvid fòssil que va viure al Plistocè mitjà i superior al sud d’Europa. Està representat per una sola espècie, Haploidoceros mediterraneus, identificat pel primer cop al jaciment de Lunèl Vièlh (Erau, Occitània).
El gènere Haploidoceros va ser definit per Croitor, Bonifay i Brugal (2008) a partir de les restes d’una espècie de cèrvid de talla més petita que el cérvol comú europeu i identificat preliminarment com a Euctenoceros mediterraneus (BONIFAY, 1967). El nom d’aquest gènere prové dels termes grecs haploides, que significa de forma simple, i ceros, banya, que recullen el tret diagnòstic més destacat d’aquest cèrvid.
Fins al moment aquest gènere només s'ha identificat en tres jaciments europeus: Lunèl Vièlh i Iga dels Rams (en francès Igue des Rameaux) a Sent Antonin (Tarn i Garona), a Occitània, i a la Cova del Rinoceront (Castelldefels, Barcelona) al nord-est de la península Ibèrica.

## Característiques
Aquest cèrvid es caracteritza per tenir una talla inferior al cérvol comú europeu actual. Les banyes són pesades, grans i tan sols amb dues puntes. La branca principal d’aquestes té un perfil en forma de falç, corbada tant cap endarrere com lateralment i la frontal és força llarga i de secció cilíndrica. El crani presenta una morfologia molt primitiva. Els pedicles són molt curts, amb una secció circular i s'orienten cap als laterals i cap endarrere.

## Història evolutiva
L'origen d’aquest cèrvid encara està per definir. Les proporcions i la morfologia del crani de caràcters primitius suggereixen que el llinatge podria pertànyer a la primera radiació de Cervinae a la fi del Miocè i que inclou els gèneres actuals asiàtics, com el Rucervus i l’Axis, així com els cèrvids pliocens d’Europa.

## Troballes a Catalunya
L'únic jaciment de Catalunya que ha proporcionat restes d'Haploidoceros és la Cova del Rinoceront de Castelldefels. En els nivells del Plistocè superior, entorn els 90.000 anys, s'han identificat fins al moment un nombre mínim de 12 individus en un bon estat de preservació.